# Oulunsaari (ö i Södra Savolax)
Oulunsaari är en ö i Finland. Den ligger i sjön Pihlajavesi och i kommunen Sulkava i den ekonomiska regionen  Nyslotts ekonomiska region  och landskapet Södra Savolax, i den södra delen av landet, 250 km nordost om huvudstaden Helsingfors. Öns area är 2,04 kvadratkilometer och dess största längd är 2,7 kilometer i nord-sydlig riktning.